# Tatàrskaia Pakàievka
Tatàrskaia Pakàievka (en rus: Татарская Пакаевка) és un poble de l'óblast de Saràtov, a Rússia, segons el cens del 2010 tenia 307 habitants. Pertany al districte municipal de Petrovsk.